# Ґрунтовий корт

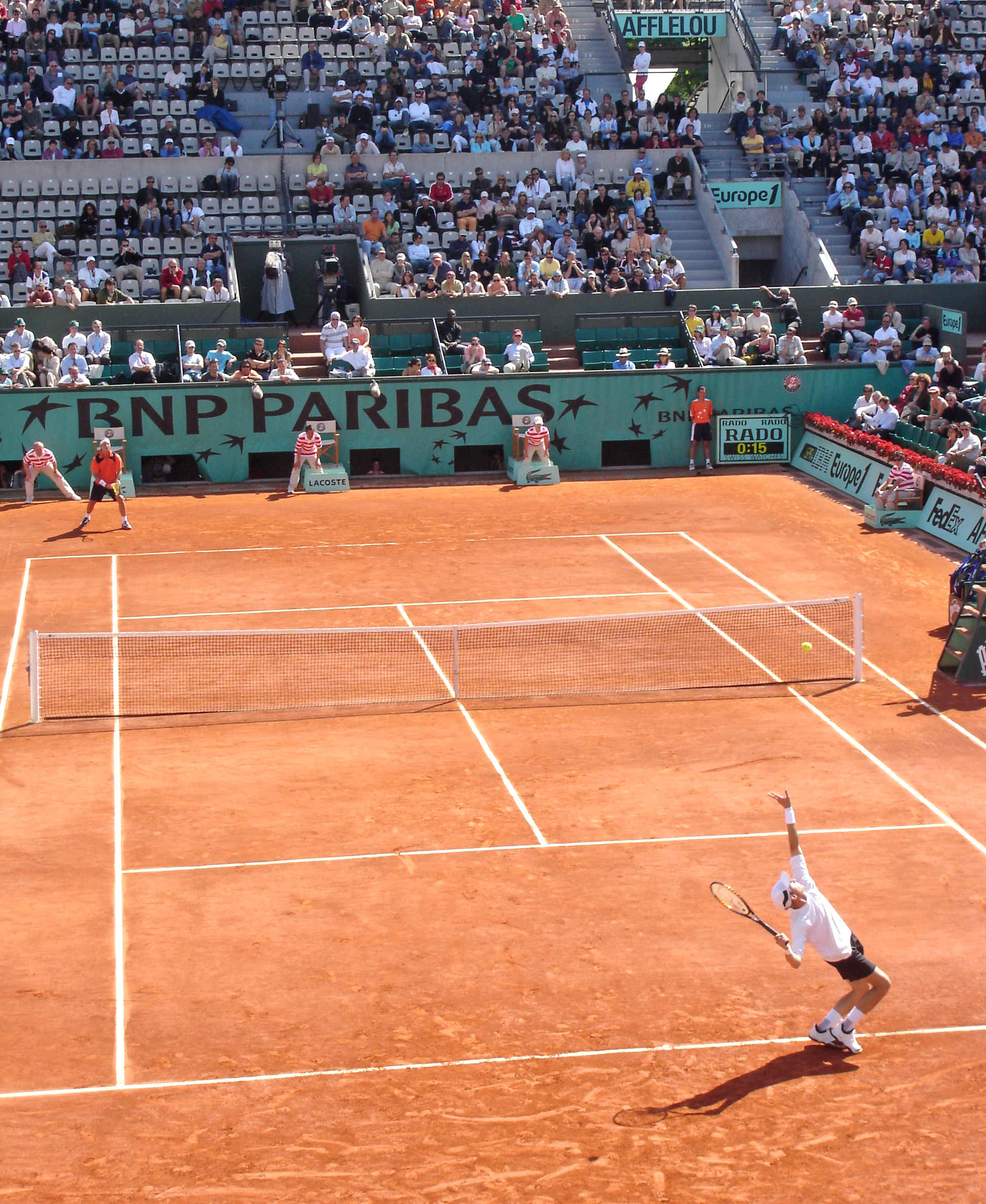

Ґрунтовий корт —  тип тенісного корту, на якому грають у теніс, раніше був відомий як «теніс на газоні». Такі корти складаються з щебеню, цегли, сланцю або іншого заповнювача залежно від турніру.

## Особливості
Ґрунтові корти більш поширені в континентальній Європі та Латинській Америці, ніж у Північній Америці, Азіатсько-Тихоокеанському регіоні чи Великій Британії. Є два основних типи: червона глина і зелена глина, яка є більш твердою поверхнею. Будівництво дешевше, ніж інші типи тенісних кортів, а  витрати на технічне обслуговування їх високі, оскільки поверхню потрібно прокатувати, щоб зберегти рівність. Будівництво корту з ґрунтовим покриттям має свій технологічний процес, дотримання якого гарантує якість робіт. Якщо поглянути на ґрунтовий тенісний корт в розрізі, як показано на зображенні, то він містить кілька шарів :нижній шар, основа, складається з трьох шарів: щебеню великої фракції 20-40 мм, щебеню середньої фракції 5-20 мм і вирівнюючого шару, гранвідсіву, фракцією 0-6 мм.
геотекстиль - спеціальний шар з синтетичного волокна, який перешкоджає руйнуванню підстави ігрового майданчика
верхній шар - це тенісист, керамічна цегла дрібного помелу
Уже після закінчення всіх будівельних робіт на тенісний корт встановлюється пластикова розмітка, що розмежовує ігрове поле на зони, тенісні стійки і сітку
Вони вважаються «повільними», тому що м’ячі відскакують  високо та втрачають значну частину своєї початкової швидкості при контакті з поверхнею. Корти надають перевагу гравцям базової лінії, які мають сильну гру в захисті, що дозволило таким гравцям, як Рафаель Надаль, Бйорн Борг, Кріс Еверт і Жюстін Енен досягти успіху на Відкритому чемпіонаті Франції. Гравці, які досягають успіху на ґрунтових кортах  відомі як фахівці з ґрунтових кортів. Гравці на ґрунтовому майданчику зазвичай грають півколом приблизно на 1,5-3 метри (5-10 футів) позаду основної лінії.  . Гравці на ґрунтовому полі використовують топспін, щоб скинути суперників.
Корти унікальні тим, що відскок м’яча залишає відбиток на землі, який може допомогти визначити, був удар всередину чи аут. Усі ґрунтові корти  мають тенденцію спричиняти накопичення глини на нижній частині взуття гравців, що потребує частого видалення
Ґрунтовий корт підійде для тенісистів-початківців, які бажають навчитись грати у теніс? і для професійних гравців. Корисний для будь-якого віку.